# Saint-Germier (Alta Garona)
Saint-Germier é uma comuna francesa na região administrativa de Occitânia, no departamento de Alta Garona. Estende-se por uma área de 3,74 km². Em 2010 a comuna tinha 115 habitantes (densidade: 30,7 hab./km²).